# Paul Rampold
Paul Rampold (* 13. November 1860 in Königsberg; † 28. April 1926 in Berlin) war ein deutscher Marineoffizier, zuletzt Konteradmiral sowie Marineattaché und Verbandsfunktionär.

## Leben
Rampold trat am 21. April 1877 in die Kaiserliche Marine ein. In dieser wurde unter anderem als Schiffsoffizier in Übersee eingesetzt. So kommandierte er von 1898 bis 1901 das Aviso Hela. Am 1. April 1905 wurde Rampold als Marineattaché nach Rom entsandt, wo ihm als Militärdiplomat in den folgenden vier Jahren bis 27. März 1909 die die Informationsbeschaffung und Pflege der marinepolitischen Beziehungen des Deutschen Reiches zum italienischen Staat oblagen. Sein Nachfolger auf diesem Posten wurde Theodor Fuchs (1868–1942).
Mit der Ernennung zum Konteradmiral im Jahr 1908 erreichte Rampold den Höhepunkt seiner Laufbahn.
In den 1920er Jahren amtierte Rampold als Vizepräsident des Automobilclubs von Deutschland. Er verstarb im April 1926, seinem Nachruf in der Automobilrundschau zufolge, „nach längerer Krankheit“.